# Fadah Scaff Gattass
Fadah Scaff Gattass (Corumbá, 10 de fevereiro de 1921 - Campo Grande, 3 de junho de 2008) foi um político brasileiro. Foi prefeito de Corumbá em dois mandatos. O primeiro entre 1983 e 1985 e o segundo entre 1989 e 1992. Era filiado ao Partido do Movimento Democrático Brasileiro (PMDB), o então MDB. Faleceu no ano de 2008, aos 87 anos, vítima de falência múltipla dos órgãos. 

## Constituinte
Fadah decidiu, em 1986, concorrer a uma cadeira no Congresso Nacional, como deputado federal e, para isso, renunciou ao cargo de prefeito. Com 18.443 votos, o candidato do PMDB não conseguiu se eleger para uma das oito cadeiras das quais o Mato Grosso do Sul tinha direito na Assembleia Constituinte. Embora não tenha sido eleito, conseguiu uma votação expressiva no seu berço eleitoral: foram 16.078 votos na cidade, bastante acima do segundo colocado, Abdalla Jallad, também do PMDB, que recebeu 1.981.
Chegou à Assembleia Constituinte substituindo Ruben Figueiró, que à época deixou o posto para assumir a secretaria no governo de Marcelo Miranda (1987-1991). O mandato teve início em 6 de setembro de 1988. O político foi titular na Comissão de Relações Exteriores, mas teve de deixar a Câmara dos Deputados com a volta de Ruben Figueiró. No entanto, em 1988, a Carta Constitucional fez com que o titular saísse do cargo, transferindo as atribuições novamente a Fadah.

## Prefeito de Corumbá
Foi nomeado para o cargo de prefeito em seu primeiro mandato uma vez que, nas eleições de 1982, Corumbá ainda era considerada uma "área de segurança nacional" sem a realização de eleições para prefeito. Depois de interromper o mandato para se lançar como deputado constituinte, voltou à prefeitura após vencer as eleições de 1988. Recebeu 15.790 votos, mais que o dobro do segundo colocado Armando Anache, do PFL, que recebeu 7.274.
Terminado o seu segundo mandato, em 1992, Fadah optou por abandonar a vida pública e se dedicar ao ambiente de negócios agropecuários e à Academia Corubaense de Letras, onde escreveu e publicou contos literários.

## Vida pessoal
Formou-se médico na Universidade do Brasil, que hoje é a Universidade Federal do Rio de Janeiro, em 1945. Foi médico sanitarista nos portos e aeroportos localizados nas fronteiras do Brasil de 1951 a 1981, sobretudo na cidade de Corumbá e também em Ladário, no Mato Grosso. Atuou no Instituto de Aposentadoria e Pensões dos Empregados em Transportes e Cargas (IAPETEC), depois incorporado ao Instituto Nacional da Previdência Social (INPS). Foi médico credenciado em Cirurgia Geral no INPS na seção de Acidentes do Trabalho e Assistência Médica.
Médico especializado e pós-graduado, atuou como presidente da Liga Árabe de Corumbá.
Foi casado duas vezes. A primeira com a artista plástica Marina Sadi Gattass, com quem teve os filhos Ricardo, Sérgio e Marcelo. Posteriormente casou-se com Luiza Carmem Gonçalves de Oliveira Gattass, com quem não teve filhos.
Faleceu no dia 3 de junho de 2008, aos 87 anos de idade, na Santa Casa de Campo Grande. O prefeito de Corumbá, médico e pecuarista foi vítima de falência múltipla dos órgãos. O corpo foi velado no Sindicato Rural da cidade. O prefeito da época, Ruiter Cunha de Oliveira, decretou luto oficial em Corumbá por três dias.

## Homenagem
Fadah Scaff Gattass com o batismo do Centro de Especializações Médicas de Corumbá. A obra de 2.429 metros quadrados foi construída pela prefeitura de Corumbá e foi orçada em R$ 4 milhões. O local oferece serviços de fisioterapia, conta com uma farmácia e realiza serviços de raio-x, além de outros exames. 